# Berlin um die Ecke
Berlin um die Ecke ist ein vom DEFA-Studio für Spielfilme KAG Berlin produzierter Schwarzweißfilm des Regisseurs Gerhard Klein. Der Film war in der DDR verboten, da er sich kritisch mit dem Sozialismus auseinandersetzte.
Es ist der vierte Film der Berlin-Reihe von Gerhard Klein und Wolfgang Kohlhaase, welcher vom Leben kleiner Leute im Berlin der 1960er Jahre handelt. Berlin um die Ecke wurde 1965 verboten, da der Film einen Generationenkonflikt unterstelle, an dem die Alten schuld seien. Darauf wurde er im Zustand des Rohschnitts, also ungemischt und ohne Musik, abgebrochen, eingelagert und erst 1987 (ca. 25 Jahre später) beendet – und zwar so, „dass die Wunden seiner Entstehung deutlich sichtbar bleiben“ (Zitat Wolfgang Kohlhaase).

## Handlung
Berlin in den 1960er-Jahren: Olaf und Horst sind Freunde. Beide sind in der Jugendbrigade des Metallbetriebs BMHW in Berlin-Schöneweide tätig. Sie sind über die Zustände in ihrem Betrieb verbittert, in dem sie mit veralteten Maschinen arbeiten müssen und ständig Materialmangel herrscht. Sie begehren gegen die Missstände auf. Unterstützung erfahren sie nur durch ihren alten Arbeitskollegen Paul Krautmann. Sie werden in der Betriebszeitung ungerechtfertigt kritisiert und fühlen sich gekränkt, so dass sich Olaf dazu hinreißen lässt, den verantwortlichen Redakteur Hütte tätlich anzugreifen.
Neben beruflichen Problemen hat Olaf auch privat Sorgen, so erwidert die Sängerin und Großküchenmitarbeiterin Karin seine Liebe nicht. Erst, als sie sein beharrliches Werben bemerkt und weiß, dass er es ernst meint, werden beide ein Paar. Die Jugendbrigade löst sich schließlich auf und bringt den Abschied von Freund Horst: Er geht als Arbeiter auf eine Großbaustelle.

## Zeitliche Einordnung
Berlin um die Ecke versucht, sich kritisch mit Missständen des Sozialismus auseinanderzusetzen. Der Film steht im engen Zusammenhang mit einer Phase der Liberalisierung nach dem VI. Parteitag der SED im Januar 1963. Die Entwicklung einer kritischen Auseinandersetzung wurde zunächst von der SED gefördert. Es entstanden zahlreiche Werke, darunter Denk bloß nicht, ich heule, Das Kaninchen bin ich, Karla, oder auch Spur der Steine.
Im Umfeld des XI. Plenums des ZK der SED 1965 war jedoch jegliche Kritik am Staat unerwünscht. Der neue erste Mann in der Sowjetunion Leonid Iljitsch Breschnew verfolgte einen deutlich konservativeren Kurs als sein Vorgänger Nikita Sergejewitsch Chruschtschow. Diese Kursänderung der Sowjetunion hatte natürlich auch Auswirkungen auf die DDR und ihre Kulturpolitik. Die DDR war damals in einer außerordentlichen Situation, weil der Staat nur halb aufgebaut war. Der generelle Optimismus in der Filmproduktion beweist, dass die neue Generation sich bereit fühlte, ihre Rolle in der Gesellschaft zu übernehmen.
Im Verlauf des Jahres 1965 wurden insgesamt zwölf Filme der DEFA verboten – dies entsprach fast der gesamten Jahresproduktion. Insofern kann festgestellt werden, dass das XI. Plenum des ZK der SED das Ende des neuen DDR-Films bedeutete. In der Folge wurden alle verbotenen Filme dieser Epoche als „Kellerfilme“ oder „Kaninchenfilme“ bezeichnet.